# Скойтен, Франсуа
Франсуа Скойтен (фр. François Schuiten) (26 апреля 1956 года, Брюссель) — бельгийский и французский художник-комиксист, иллюстратор и художник-постановщик. Создатель сложных декораций для кино.

## Биография
Франсуа Скойтен родился в Брюсселе, Бельгия, в 1956 году. Его отец, Роберт Скойтен, и мать, Мари-Мадлен Де Мейер, были архитекторами. У него пять братьев и сестер, один из которых также архитектор.
Во время учебы в институте Сен-Люк в Брюсселе (1975-1977) он познакомился с Клодом Ренаром, который возглавлял в школе отделение комиксов. Вместе они создали несколько книг. Брат Скойтена Люк несколько раз работал с ним в качестве сценариста для серии Terres Creuses.
Свой первый комикс Скойтен опубликовал 3 мая 1973 года во франко-бельгийском журнале комиксов Pilote. Четыре года спустя он опубликовался в экспериментальном журнале Métal hurlant.
Любовь Скойтена к архитектуре проявилась в серии «Тайные города», в которой события происходят в альтернативной реальности. Серия создавалась вместе с Бенуа Петерсом с 1983 года для бельгийского ежемесячного журнала комиксов À Suivre. Каждый том посвящён одному городу или зданию, и исследует мир, в котором архитекторы, урбанисты и, в конечном итоге, «урбатекты» являются ведущими силами, а архитектура — движущей силой общества. В серии исследуются такие стили, как сталинская и нацистская архитектура, небоскрёбы, а также готические. Увлечение архитектурой и невозможными городами, которые она может породить, получило дальнейшее развитие во «Вратах возможного», еженедельной серии, которую Скойтен создал для газет Le Soir и De Morgen в 2005 году.
Работы Скойтена, вдохновлённые как художниками, так и учёными, можно рассматривать как смесь таинственных миров Рене Магритта, ранних научных фантазий Жюля Верна, графических миров Маурица Эшера и Гюстава Доре и архитектурных видений Виктора Орта и Этьена-Луи Булле. Примечательным является то, что в 1994 году, когда был публикован роман Верна «Париж в XX веке», обнаруженный за несколько лет до того, его оформление было доверено Скойтену.
Он также сотрудничал с Морисом Бенаюном над мульсетриалом Quarxs, одним из первых, созданных полностью при помощи компьютерной анимации. И работал в качестве художника-постановщика над несколькими фильмами: «Гвендолин» Джаста Жеккина, «Господин Никто» и «Тото-герой» Жако Ван Дормаэля, Taxandria Рауля Серве, «Золотой компас» Криса Вайца и «Марс и Апрель» Мартина Вильнёва.
Он работал с Бенуа Сокалем и Мартином Вильнёвым над сценарием фильма Aquarica.
В качестве дизайнера интерьера он оформил станции метро Porte de Hal в Брюсселе и Arts et Métiers в Париже, а также мурал в Брюсселе.
В 2000 году он разработал сценографию для A planet of visions, одного из главных павильонов Всемирной выставки в Ганновере, который посетило более пяти миллионов человек.
В 2004 — 2005 годах в Левене прошла большая персональная выставка Скойтена «Врата Утопии».

### Журнальные публикации
- Cinq récits courts (рисунок), Luc Schuiten (сценарий), в журнале Métal hurlant[фр.] (1977-1980)
- Aux médianes de Cymbiola (рисунок и сценарий), Claude Renard (рисунок и сценарий), Métal hurlant, 1979-1980
- Le Rail (сценарий et рисунок), Claude Renard (сценарий и рисунок), Métal hurlant, 1981
- Deux récits courts de La Terre creuse (рисунок), Luc Schuiten (сценарий), в журнале (À suivre)[фр.], 1978-1981
- Les Cités obscures (рисунок), Benoît Peeters (сценарий), (À suivre):

1. Les Murailles de Samaris, 1982
2. La Fièvre d'Urbicande, 1983-1984
3. La Tour, 1986
4. La Route d'Armilia, 1987-1988
5. Brüsel, 1991

- La Terre creuse (рисунок), avec Luc Schuiten (сценарий), Métal hurlant, 1984
- Dolorès (сценарий), avec Benoît Peeters (сценарий), Anne Baltus (рисунок), (À suivre), 1989-1990

### Отдельные публикации
- Aux médianes de Cymbiola avec Claude Renard (сценарий и рисунок), Les Humanoïdes associés, 1980. Переиздан издательством Casterman в 2007, вместе с Le Rail под названием Métamorphoses.
- Les Terres creuses (рисунок), avec Luc Schuiten (сценарий), Les Humanoïdes associés:

1. Carapaces, 1981
2. Zara, 1985
3. Nogegon, 1990

- Le Rail, avec Claude Renard (сценарий и рисунок), Les Humanoïdes associés, 1982
- Les Cités obscures (рисунок), Benoît Peeters (сценарий), Casterman:

1. Les Murailles de Samaris, 1983
2. La Fièvre d'Urbicande, 1985 (Alfred du meilleur album de l’année).
3. La Tour, 1987
4. La Route d'Armilia, 1988
5. Brüsel, 1992
6. L'Enfant penchée, 1996
7. L'Ombre d'un homme, 1999
8. La Frontière invisible, deux volumes, 2002 et 2004
9. La Théorie du grain de sable, deux volumes, 2007 et 2008
10. Souvenirs de l'Éternel présent, 2009

- Revoir Paris, deux volumes, 2014 et 2016
- La Douce, 2012
- Plagiat! (сценарий), avec Benoît Peeters (сценарий) et Alain Goffin (рисунок), Les Humanoïdes associés, 1989
- Dolorès (сценарий), avec Benoît Peeters (сценарий), avec Anne Baltus (рисунок), Casterman, coll. « Studio (À suivre) », 1991 (ISBN 2203338369)
- Le Dernier Pharaon, avec Jaco Van Dormael (сценарий), Thomas Gunzig (сценарий) et Laurent Durieux (couleurs), Éditions Blake et Mortimer, 2019.

### Издания на русском языке
Цикл «Тайные города»
- Скойтен, Франсуа; Петерс, Бенуа. Падающая девочка / перевод Михаила Хачатурова. — Москва: Zangavar, 2017. — 168 с. — ISBN 978-5-904662-26-4.
- Скойтен, Франсуа; Петерс, Бенуа. Теория песчинки / перевод Михаила Хачатурова. — Москва: Zangavar, 2018. — 128 с. — ISBN 978-5-904662-31-8.

## Фильмография
- Гвендолин[7] (Режиссёр Жюст Жакен)
- Золотой компас (Режиссёр Крис Вайц)
- Господин Никто (Режиссёр Жако Ван Дормаль)
- Марс и Апрель (Режиссёр Мартен Вильнёв)

### Комментарии
1. ↑  Задолго до официальной публикации в России, энтузиастами были переведены и выложены в Интернет первые шесть томов цикла.